# Hans Moritz von Brühl (General)
Hans Moritz von Brühl seit 1738 Graf von Brühl (* 24. Oktober 1693; † 16. Oktober 1755 in Leipzig) war Wirklicher Geheimer Rat, Oberstallmeister, General der Kavallerie und Statthalter der Deutschordensballei Thüringen.

## Leben
Er war der Sohn des Geheimen Rates Hans Moritz von Brühl (* 23. November 1665; † 25. September 1727) und dessen Ehefrau Erdmuthe Sophia von der Heyde (* 9. November 1669; † 24. März 1702). Sein Vater stand im Dienst des Herzogs von Sachsen-Weißenfels und hatte das Rittergut Gangloffsömmern geerbt. Am bekanntesten wurde sein jüngerer Bruder, der Premierminister Heinrich von Brühl, der für die gesamte Familie am 16. April 1738 die Erhebung in den Grafenstand erreichte.
Er kam in jungen Jahren als Kammerjunker an dem markgräflichen Hof nach Bayreuth. Auf Empfehlung der verwitweten Markgräfin Sophia, einer Schwester des Herzogs von Sachsen-Weißenfels kam er 1730 nach Kursachsen. Dort wurde er am 1. Mai 1730 Nachfolger von Dürrfeldt als Oberstleutnant im Kürassier-Regiment Prinz Friedrich. Als solcher befand er sich bereits 1730 im Lager bei Mühleberg.
Im Jahr 1733 ging er im Rahmen des Polnischen Erbfolgekriegs nach Polen und wurde am 1. Mai 1734 zum wirklichen Oberst ernannt.
Er wurde 1735 königlicher Kammerherr und übernahm die Kommende Griefstedt und die Statthalterschaft der Deutschordensballei Thüringen. Dieses brachte einen hohen Verwaltungsaufwand mit, war er aber meisterte. 
Während des Ersten Schlesischen Krieges kämpfte er 1741 und 1742 in Böhmen. Im August folgte er seinem schwer kranken Bruder Johann Adolph von Brühl († 26. Dezember 1742) als kurfürstlich-sächsischer Stallmeister; er vertrat ihn bereits seit November 1740, als der König ihn den Titel eines Geheimen Rates gab. Am 24. November 1745 wurde er zum Generalleutnant befördert. Als solcher kommandierte er persönlich 1752 das Campement bei Uebigau. Am 2. März 1754 stieg er zum General der Kavallerie auf.
Er besuchte am 16. Oktober 1755 die Leipziger Michaelismesse, wo er einen tödlichen Schlaganfall erlitt. Er wurde nach Dresden überführt und in der Frauenkirche in der Grab neben seinem Bruder beigesetzt.